# Camponotus detritus
Camponotus detritus é uma espécie de inseto do gênero Camponotus, pertencente à família Formicidae.